# Plan de escape 3: Los extractores
Escape Plan: The Extractors, Plan de Escape 3: Los extractores o simplemente Plan de Escape 3 es una película de suspenso y acción estadounidense, lanzada directamente para video en 2019 y coescrita por John Herzfeld, es la secuela de Escape Plan (2013) y Escape Plan 2: Hades (2018). La película presenta a Sylvester Stallone, 50 Cent, Dave Bautista y Jaime King repitiendo sus papeles de las películas anteriores como Max Zhang, Harry Shum, Jr., Malese Jow y Devon Sawa uniéndose al elenco. La película fue lanzada directamente en DVD en los Estados Unidos el 2 de julio de 2019, pero recibió estrenos teatrales en países como Rusia, Italia, Australia, Turquía y Portugal.
Plan de escape: Los extractores recibió críticas más positivas en comparación con la película anterior. Con un presupuesto de producción más pequeño de $ 3.6 millones, recaudó $ 1.8 millones en los cines de algunos países y tuvo éxito en el mercado interno, habiendo recaudado en el país $ 2.9 millones.

## Argumento
Después de recorrer posibles sedes para una nueva fábrica en Mansfield, Ohio para la compañía de su padre, Zhang Innovations, con sede en Hong Kong, Daya Zhang y su séquito son secuestrados por mercenarios a pesar de que su guardaespaldas y jefe de seguridad Bao Yung intentan combatirlos. Los secuestradores dejan a Yung, inconsciente con una unidad flash USB dirigida al experto en seguridad Ray Breslin.
En Los Ángeles, Breslin se cruza con Shen Lo, un ex guardaespaldas que solía trabajar para Zhang Innovations; ambos hombres siguen el rastro del padre de Daya, Wu Zhang, cuya compañía es responsable de construir cárceles encubiertas en todo el mundo. Se encuentran con los asociados de Breslin, su novia Abigail, Jules y Hush, cuando Yung llega con la memoria USB. Esta contiene un mensaje de video de Lester Clark, Jr., el secuestrador de Daya y el hijo del excompañero de Breslin; haciendo negocios para Zhang, Lester padre traicionó a Breslin y fue enviado a su muerte en un contenedor.
Breslin va con a Trent DeRosa, los dos descubre que el video fue filmado en un complejo penitenciario en Letonia conocido como "Estación del Diablo". Abigail también es secuestrada, y Wu, después de haber llegado a Mansfield para reunirse con la policía, recibe una videollamada de Lester. En busca de venganza por la caída de su padre, Lester exige un rescate de $700 millones y ejecuta a una rehén. Breslin, DeRosa, Shen, Jules y Yung parten hacia Letonia para rescatar a Daya y Abigail.
Cuando Lester amenaza a los prisioneros, el colega de Daya, Wong, acepta darle acceso a la tecnología de Zhang, intentando salvar a un rehén, aunque este termina siendo asesinado. Hush vigila la prisión en un avión no tripulado, y su cámara termográfica revela que Lester ha creado su propio sitio negro. Breslin se infiltra en el complejo a través de las alcantarillas mientras Shen y Yung se acercan a las paredes exteriores. Alertado por su presencia, Lester deja a Daya encima de la pared como cebo. Shen intenta mantener su posición y esperar a Breslin después de darse cuenta de que es una trampa, pero Yung avanza imprudentemente, a pesar de que Shen le decía que frene, ambos son sometidos por minas terrestres que controla uno de los secuaces de Lester remotamente. Este revela que la unidad flash era un rastreador que llevó a sus hombres a Abigail, y deduce que Shen y Daya están enamorados. Le dispara a Yung y se burla de Breslin por videollamada, matando a Abigail con un corte en la garganta.
Breslin avanza por el complejo, matando a los secuaces de Lester, incluidos Frankie y Sonny. Shen roba la pistola de aturdimiento de un guardia cuando lo llevan a las celdas, usándola para iniciar un incendio; él derrite sus esposas de plástico y somete a los guardias gracias al humo que había provocado. Shen libera a Daya, pero se enfrentan a más guardias; llega DeRosa, matando a los guardias con rondas de balas incendiarias. En el caos resultante, DeRosa mata a Ralf (uno de los principales secuaces de Lester) en una brutal pelea a puñetazos, y Shen mata a Silva (otro de los principales secuaces de Lester) en una lucha cuerpo a cuerpo, con esto logra salvar a Daya y a Wong. Mientras tanto, Ray persigue a Lester, buscándolo celda a celda; cuando ambos se enfrentan, comienza un tiroteo, Lester logra pegarle una bala a Breslin, por lo que este queda aturdido. Cuando Lester ingresa a la celda en la que se encontraba Ray, este lo sorprende con un golpe, y comienza una lucha mano a mano. Ray, furioso por la muerte de su pareja, busca venganza, logra someter a Lester y lo mata cortándole la garganta, igual a la muerte de Abigail.
Al regresar a Mansfield, Daya saluda fríamente a su padre, ahora consciente de la verdadera naturaleza de su negocio, antes de irse con Shen. DeRosa consuela a Breslin por la muerte de Abigail, instándolo a perdonarse a sí mismo, y Breslin decide retirarse.

## Versión doméstica
"Escape Plan 3" salió a la venta en formato digital el 2 de julio, y en formato DVD con el Blu-Ray en el mismo día. "Escape Plan 3" vendió en formato DVD $1,637,250 y el Blu-Ray $1,269,024 para un total de $2,906,274.

## Reparto
- Sylvester Stallone como Ray Breslin, fundador de Breslin Security.
- Dave Bautista como Trent DeRosa, un asociado de Breslin Security.
- Max Zhang como Shen Lo, un exguardia de seguridad de Zhang Innovations y el interés amoroso de Daya.
- Harry Shum, Jr. como Bao Yung, jefe de seguridad de Zhang Innovations.
- Devon Sawa como Lester Clark Jr., hijo de Lester Clark, el principal antagonista de la primera película de Escape Plan.
- Jaime King como Abigail Ross, vicepresidente de Breslin Security y el interés amoroso de Breslin.
- Curtis Jackson como Hush, un pirata informático y el amigo más cercano de Breslin.

## Producción
El desarrollo se anunció por primera vez en abril de 2017, cuando Stallone dijo, mientras filmaba Plan de Escape 2: Hades, que una tercera entrega de esta franquicia estaba en camino. En agosto de 2017, el casting estaba en marcha para extras y roles de habla. Los productores apuntaron a actores con experiencia en MMA, ya que habría posibles escenas de pelea con Stallone y Bautista. La filmación comenzó el 18 de septiembre de 2017 y terminó el 13 de octubre de 2017. La película se tituló originalmente Escape Plan 3: Devil's Station, pero en octubre de 2018 el título se cambió a Escape Plan: The Extractors.

## Recepción
La película ha recibido críticas mixtas, considerablemente mejor acogida que su predecesora. La cinta tiene una calificación de 4,4/10 en IMDb, y una de 3,8/10 en FilmAffinity, además posee una aprobación del 27% en Rotten Tomatoes, basado en la crítica de once reseñas, y una aprobación del 30% por parte de la audiencia.